# Elaphoglossum randii
Elaphoglossum randii är en träjonväxtart som beskrevs av Arthur Hugh Garfit Alston och Schelpe. Elaphoglossum randii ingår i släktet Elaphoglossum och familjen Dryopteridaceae. Inga underarter finns listade.